# Caroline Fleming

Caroline Fleming (2015)

Caroline Fleming, geborene Caroline Elizabeth Ada Iuel-Brockdorff (* 1975 auf Valdemars Slot, Tåsinge), ist ein dänisches Model, Moderatorin und ehemalige Baronesse.

## Leben
Caroline Fleming ist aufgewachsen auf Valdemars Slot (Schloss Waldemar) bei Svendborg als Tochter des Lehnsbarons (dänische Bezeichnung für den erstgeborenen Sohn eines Barons) Niels Krabbe Iuel-Brockdorff und seiner Frau Margaretha. Sie ist in elfter Generation als Gutsbesitzerin in direkter Linie Nachkomme des dänischen Seehelden Niels Juel.
Am 13. Oktober 2001 heiratete sie den Briten Rory Fleming, der der viertreichsten Familie in England angehört und Neffe von James-Bond-Autor Ian Fleming ist. Damit verlor sie ihren dänischen Baronessen-Titel. Das Paar hat zwei gemeinsame Kinder, Alexander William (* 7. April 2004 im Portland Hospital, London) und Josephine Margaretha Victoria (* 20. Dezember 2006). Josephines Taufpatin ist Mary von Dänemark. In den Jahren 2003 und 2004 erwarb sie nach und nach einen achtzigprozentigen Eigentumsanteil am Valdemars Slot für 25,1 Millionen dänische Kronen (rund 3,4 Millionen Euro) von ihrem Vater. 2011 verkaufte sie den achtzigprozentigen Anteil für 52 Millionen Kronen (circa 7 Millionen Euro) zurück an ihren Vater.
Caroline und Rory Fleming sind seit 2008 getrennt; angeblich war eine der Ursachen, dass Rory Fleming darauf bestanden habe, Alexander auf ein Internat zu schicken, sobald er sechs Jahre alt sei. Caroline Fleming erhielt laut der britischen Zeitung Daily Express im Zuge der Scheidung eine Abfindung von über 400 Millionen Pfund Sterling (damals ca. 500 Millionen Euro). Die Scheidung wurde im Sommer 2011 rechtskräftig.
Sie verfasste die Kochbücher Baronessen går i køkkenet (dt.: Die Baronesse geht in die Küche) und Baronessens sunde fastfood (sinngemäß: Gesundes Fastfood von der Baronesse) und einen Ratgeber (Lykkelig nu!, dt.: Glücklich jetzt!) und entwarf eine Parfumserie, die aus Eau de Vie (dt.: Wasser des Lebens) und Eau de Vie: Josephine besteht, letzteres benannt nach ihrer Tochter Josephine Victoria. Sie wirkte auch in Reality-Shows mit, darunter Baronessen flytter ind (dt.: Die Baronesse zieht ein), und ist seit dem 22. September 2010 Host bei Danmarks næste topmodel (dänisches Pendant zu Germany’s Next Topmodel), beide Shows auf dem Sender Kanal 4.
Zwischen 2009 und 2011 war Fleming mit dem dänischen Fußballspieler Nicklas Bendtner liiert. Am 16. Dezember 2010 wurde in London ihr gemeinsamer Sohn Nicholas geboren.

## Schriften
- Baronessen går i køkkenet. Lindhardt og Ringhof, Kopenhagen 2009, ISBN 978-87-11-42042-3.
- Baronessens sunde fastfood. Lindhardt og Ringhof, Kopenhagen 2010, ISBN 978-87-11-41229-9.
- Lykkelig nu! Lindhardt og Ringhof, Kopenhagen 2010, ISBN 978-87-11-41269-5.